# Equisetum pratense
Espèce
Equisetum pratense, la Prêle des prés, est une espèce végétale de la famille des Equisetaceae.

## Photos

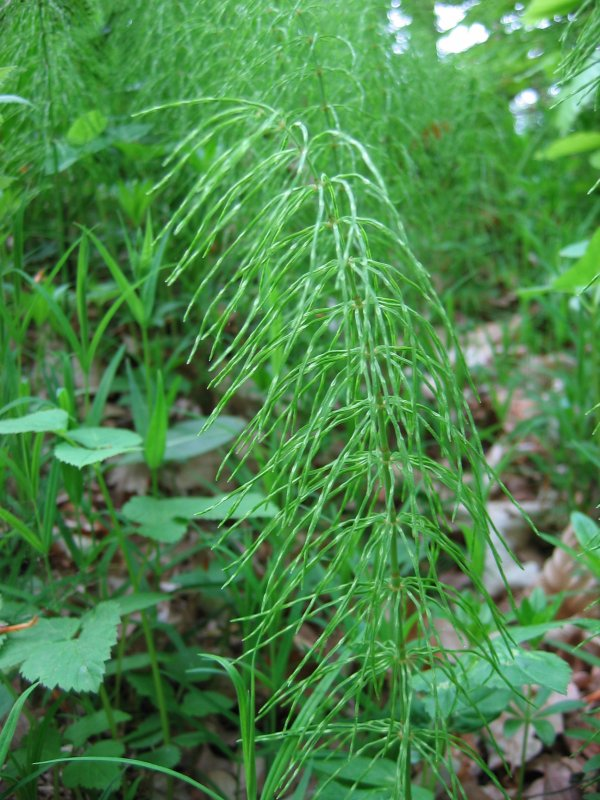
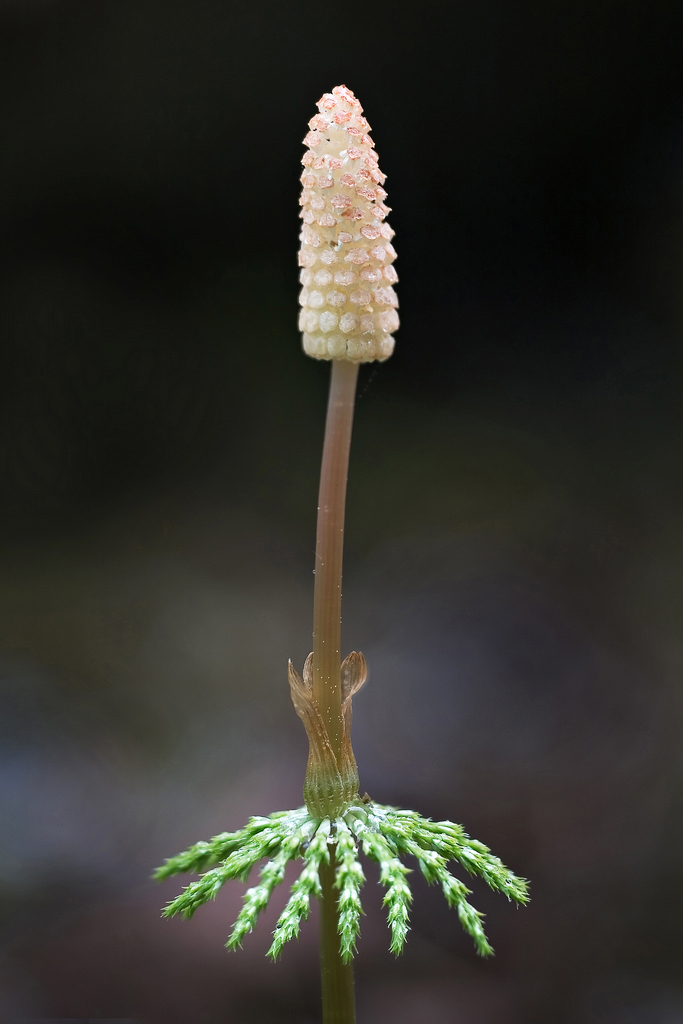
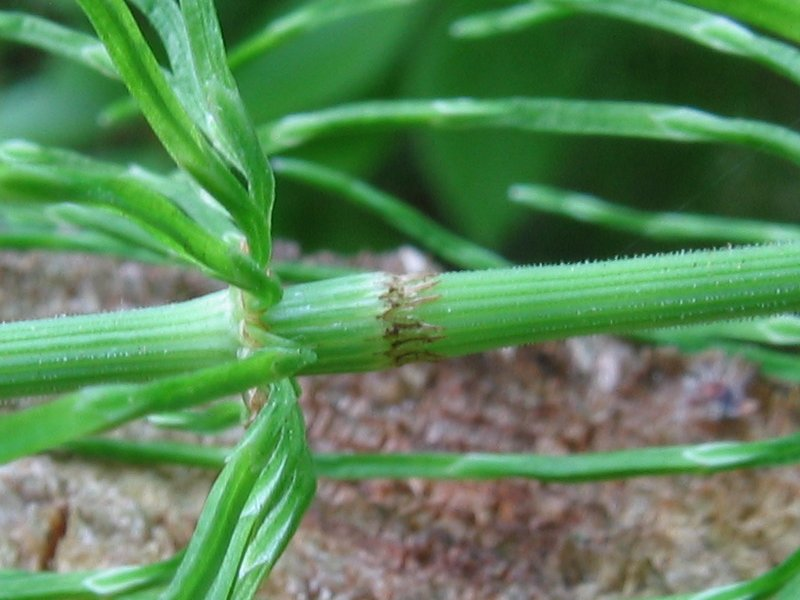